# Coecella formosae
Coecella formosae is een tweekleppigensoort uit de familie van de Mesodesmatidae. De wetenschappelijke naam van de soort is voor het eerst geldig gepubliceerd in 1972 door de Rooij-Schuiling.